# جوزيف أوليفا هيوت
جوزيف أوليفا هيوت هو سياسي أمريكي، ولد في 11 أغسطس 1917 في لاكونيا في الولايات المتحدة، وتوفي بنفس المكان في 5 أغسطس 1983. نشط حزبياً في الحزب الديمقراطي. وقد انتخب عضو مجلس النواب الأمريكي ‏.